# Joe Strassner
John Friedrich Strassner (né le 28 avril 1898 à Berlin-Charlottenbourg, mort vers le 14 mars 1970 à New York) est un styliste et costumier allemand.

## Biographie
John Friedrich Strassner commence sa carrière professionnelle au théâtre à Munich. Il revient à Berlin et ouvre son propre salon de mode sur le Kurfürstendamm. Au milieu des années 1920, le cinéma commence à gagner en importance dans la carrière de Strassner. Pendant le cinéma muet, il est principalement actif pour Eichberg-Film, la société de production du réalisateur Richard Eichberg. À cette époque, il fait la connaissance de la protégée d'Eichberg, Lilian Harvey, pour qui il travaille de manière particulièrement intensive au début de l'ère du cinéma sonore.
Les créations de Strassner se caractérisent par un grand chic, élégance et glamour. Ses costumes sont portés par les stars les plus importantes de ces années : Hans Albers, Heinz Rühmann, Käthe von Nagy, Elisabeth Bergner, Willy Fritsch, Emil Jannings, Anna Sten… Grâce à Lilian Harvey, Strassner répond une offre d'Hollywood début 1933, où il conçoit les costumes de deux films américains de Harvey infructueux. Compte tenu du manque d'offres, Strassner quitte les États-Unis, mais ne peut plus revenir en Allemagne nazie, à cause de son origine juive.
Joe Strassner s'installe à Londres en 1934 et devient un important créateur de costumes du cinéma britannique jusqu'au début des années 1940. Strassner prend part à un certain nombre de productions clés des réalisateurs Paul Czinner et Alfred Hitchcock. Début 1937, Strassner annonce l'ouverture de son propre salon de mode à Londres. Son entreprise «Strassner Ltd., Haute Couture» existe jusqu'au printemps 1941. Au cours de la bataille d'Angleterre, Strassner s'installe à Los Angeles et deviendra citoyen américain. Il ne travaille plus au cinéma et au théâtre.

## Filmographie
- 1925 : Luxusweibchen
- 1925 : Leidenschaft
- 1928 : Schmutziges Geld (Song)
- 1931 : Ihre Majestät, die Liebe
- 1931 : Der Mörder Dimitri Karamasoff (de)
- 1931 : Ariane
- 1931 : Princesse, à vos ordres
- 1931 : Er und seine Schwester
- 1931 : Die große Attraktion
- 1931 : Opernredoute
- 1931 : Nie wieder Liebe
- 1931 : Salto Mortale
- 1931 : Der kleine Seitensprung
- 1931 : Sein Scheidungsgrund
- 1931 : 24 Stunden aus dem Leben einer Frau
- 1932 : Le Vainqueur
- 1932 : À moi le jour, à toi la nuit
- 1932 : Wenn die Liebe Mode macht
- 1932 : L'Héroïque Embuscade
- 1933 : The Rebel
- 1933 : Best of Enemies (en)
- 1933 : La Quarante chevaux du roi
- 1933 : My Weakness
- 1935 : Le Dictateur
- 1935 : Tu m'appartiens
- 1935 : Le Clairvoyant (en)
- 1935 : Le Sultan rouge
- 1935 : Stormy Weather (en)
- 1935 : The Tunnel (en)
- 1935 : Les 39 Marches
- 1935 : Bulldog Jack (en)
- 1935 : Un des Rotschild (en)
- 1935 : First a Girl
- 1935 : Car of Dreams (en)
- 1936 : Rhodes of Africa (en)
- 1936 : Jack of All Trades (en)
- 1936 : Marie Tudor
- 1936 : It's Love Again (en)
- 1936 : Quatre de l'espionnage
- 1936 : Everything Is Thunder (en)
- 1936 : East Meets West (en)
- 1936 : Comme il vous plaira
- 1936 : His Lordship (en)
- 1936 : Agent secret
- 1937 : Head Over Heels (en)
- 1937 : Action for Slander (en)
- 1937 : Troublant amour (en)
- 1937 : Take My Tip (en)
- 1938 : C'était son homme (We're Going to Be Rich), de Monty Banks
- 1939 : La vie d'une autre (en)
- 1940 : En français, messieurs
- 1940 : Under Your Hat (en)
- 1941 : Jeannie (en)
- 1941 : He Found a Star (en)